# Game Freak
Game Freak Inc. (株式会社ゲームフリーク Kabushiki gaisha Gēmu Furīku?) este un dezvoltator de jocuri video japonez, cunoscut cel mai bine ca dezvoltatorul principal al seriei de jocuri video Pokémon și ca unul dintre codeținătorii seriei Pokémon.

## Legături externe
- Site web oficial ja
- Game Freak at IGN Arhivat în 26 august 2016, la Wayback Machine.